# Platymetopius apicalis
Platymetopius apicalis är en insektsart som beskrevs av Puton 1877. Platymetopius apicalis ingår i släktet Platymetopius och familjen dvärgstritar. Inga underarter finns listade i Catalogue of Life.